# BLS Re 486
Les Re 486 sont des locomotives électriques du BLS AG (Bern-Lötschberg-Simplon AG). Elles font partie de la famille des locomotives Bombardier TRAXX.

## Historique
Contrairement au Re 485, elles sont équipées pour rouler sous caténaire en courant continu ; elles peuvent donc également rouler en Italie. À cette intention, une bande rouge orne les faces frontales (réglementation RFI).
Selon la numérotation UIC, les 486 portent l'immatriculation Re 91 85 4486 501 à 510.